# Achondrostoma arcasii
La bermejuela (Achondrostoma arcasii) es una especie de la familia Cyprinidae, que vive en ríos y lagos de la península ibérica.
Es una especie de pequeño tamaño, con una longitud máxima de 10 cm y un peso de 40 g, de cabeza pequeña, boca subterminal con la aleta dorsal de perfil convexo, con su origen situado en la vertical de la inserción de las aletas ventrales, línea lateral muy marcada y coloración oscura en el dorso y roja en la base de las aletas pares.
El número de escamas en el lateral oscila entre 36 y 48, presenta 7 espinas radiales en las aletas dorsal y anal y entre 4 y 6 dientes faríngeos.
Se reproducen entre los meses de mayo y junio, con fecundación externa, depositando los huevos sobre el sustrato.

## Hábitat

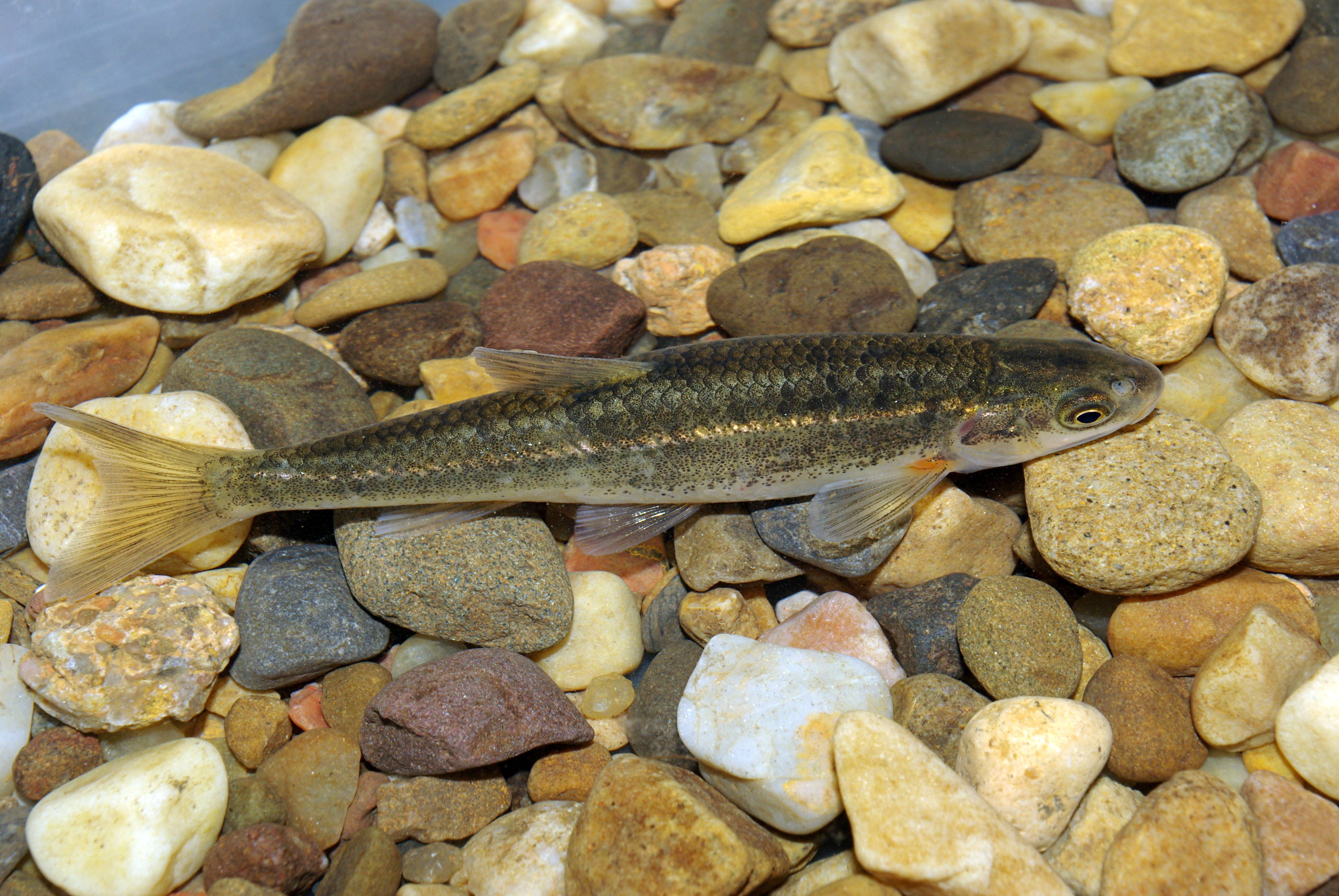
Una bermejuela en el río Bernesga, León.

Vive en lagos y ríos de montaña, formando una asociación característica con Salmo trutta. Es la única especie autóctona que habita en lagos endorreicos, como la laguna de Gallocanta. Vive también en los cursos bajos de los ríos, con lechos fangosos y vegetación acuática palustre, como en los afluentes del estuario del río Miño. Es una especie endémica de la península ibérica.
En la zona del Valle Tera en la provincia de Zamora se puede ver en el río Tera y regatos adyacentes, se le conoce con el nombre local de sarda.

## Alimentación
Su alimentación es oportunista, basada principalmente en invertebrados acuáticos, aunque en algunos ríos su alimentación tiene un fuerte componente detritívoro, consumiendo también algunas plantas. Esta alimentación oportunista puede tener un valor adaptativo particular en ríos mediterráneos de marcada estacionalidad.